# بخش کارگاپولسکی
بخش کارگاپولسکی (به لاتین: Kargapolsky District) یک منطقهٔ مسکونی در روسیه است که در استان کورگان واقع شده‌است.